# Chronologie des faits économiques et sociaux dans les années 1710
Chronologie de l'économie
Années 1700 - Années 1710 - Années 1720

## Événements
- 1710 : au Brésil, développement de l’élevage dans le Nordeste, le Minas Gerais et le Rio Grande do Sul. Bahia exporte 25 000 rouleaux de tabac. Le pays compte 522 moulins à sucre en 1710[1]. 75 000 kg d’or pur parvient du Brésil au Portugal entre 1711 et 1720.
- 1713 : la Grande-Bretagne obtient pour trente ans le privilège d'importer les esclaves noirs dans les colonies espagnoles d'Amérique (asiento) et le « vaisseau de permission » basé à Porto Belo (isthme de Panama) au traité d’Utrecht[2]. Un trafic clandestin se développe avec pour principale base la Jamaïque ; des navires livrent en contrebande des marchandises anglaises par les ports de Porto Belo, de Buenos Aires (jusqu’au Pérou via Salta) et de Colonia del Sacramento sur le Río de la Plata. Les autorités espagnoles réagissent par la formation en 1724 d'un corps de guarda-costas dont les exactions provoquent la guerre de l'oreille de Jenkins en 1739[3].
- 1714 : 
  - Saint-Domingue produit 7 000 tonnes de sucre par an[4].
  - 9 tonnes d’or du Brésil arrivent à Lisbonne[5].
- 1715 :
  - la Compagnie française des Indes orientales introduit le café à l’île Bourbon (Réunion)[6].
  - Antoine de Lamothe-Cadillac mène une expédition dans le Pays des Illinois à la recherche de mines d'argent. Il découvre des mines de plomb, de cuivre et d'étain[7].
- 1715-1733 : en Mongolie, 222 000 chevaux, 25 000 chameaux, 400 000 bœufs, plus d’un million de moutons et 238 000 chèvres sont prélevés comme tribut dans les quatre aïmaks khalkhas par l’administration mandchoue[8].
- 1716 : 
  - Chine : la Compagnie anglaise ouvre le trafic du thé avec Canton. Le paiement est assuré en opium, dont les Britanniques introduisent la culture au Bengale[9].
  - au Japon, les surfaces cultivées ont doublé depuis 1596 par des travaux d’endiguement, de canalisation et de drainage[9].
  - la part du commerce extra-européen britannique passe de 1716 à 1789 de 20 à 40 %[10].

### Europe
- 1710 : 
  - fondation de manufacture royale de Meissen qui produit la porcelaine de Saxe[11].
  - révision du cadastre en Russie. Le nombre de propriétés imposables est réduit de 1/5 (40 % dans le Nord)[12].
  - Italie : en Milanais, la superficie des terres irriguées (rizières, maïs), s’est multipliée par cinq depuis 1550[13].
- 1711-1717 : années froides. Série de printemps et étés frais[14]. Avance des glaciers dans les Alpes (1716-1720)[15].
- 1711-1714 : grave épizootie de peste bovine. Apparue en 1709 en Ukraine, elle gagne la Hongrie et l'Italie du Nord en 1711, passe du Piémont en Suisse et en Dauphiné en 1714, touche la Champagne puis nord de la France puis s'étend vers le Midi[16].
- 1713 : après le traité d’Utrecht, Cadix accueille les vaisseaux britanniques avec des droits d’entrée inférieurs de 15% à ceux des autres États[2].
- 1713-1720 : amorce de reprise économique après les traités d’Utrecht[17].
- 1713-1740 : au treizième rang en Europe pour sa population, la Prusse possède la quatrième armée du continent (40 000 hommes en 1713, 81 000 en 1740)[18].
- 1715 : en Russie, le Collège du commerce est chargé de la formation des marchands russes et organise à leur intention des voyages en Italie et en Hollande. Généralisation des asiles dans toutes les grandes villes russes[12].
- 1717 : 
  - 31 août : suppression des douanes intérieures en Espagne sauf pour l'Andalousie[19].
  - la banque d’Écosse perd le monopole d'émission des billets ; la liberté de d’émission de papier-monnaie est totale en Écosse pour un système très décentralisé de country-banks[9].
  - liberté du commerce du blé en Russie[20]. Révocation d’un certain nombre de privilèges commerciaux accordés à des marchands étrangers[12].
- 1717-1726 : José Patiño Rosales, intendant général de la marine, réorganise la marine espagnole[21].
- 1718 : 
  - la monnaie castillane a cours légal dans toute l'Espagne et joue un rôle national[22].
  - création à l'initiative du ministre Alberoni de la manufacture de draps et toiles de Guadalajara en Espagne[23].
  - établissement d’une manufacture de porcelaine à Vienne par Claude-Innocent Du Paquier et Samuel Stenzel, venu de la manufacture de Meissen[24].
  - reprise de l’activité commerciale sur le Danube après la paix de Passarowitz. La Compagnie orientale exporte vers Constantinople des objets en fer et du drap, et en importe de la laine, des peaux et du bétail[25].
  - politique mercantiliste en Russie avec la création de trois collèges sur le modèle suédois (commerce, manufactures et mines) pour superviser l’activité économique[26].
- 1718-1720 : politique mercantiliste en Prusse. Frédéric-Guillaume Ier interdit l’exportation des laines brutes et l’importation de vêtements étrangers[27].
- 1719 : 
  - création à Vienne d’une seconde compagnie de commerce avec l’Orient. Établissement par l'empereur Charles VI de comptoirs en Inde sur la côte de Coromandel, puis en 1722 à l’embouchure du Gange. Il ouvre aussi un bureau à Canton. Fiume et Trieste obtiennent le statut de port franc[28].
  - diminution du nombre des nobles à Venise : de 1 700 en 1719, il passe à 1 028 en 1780[29].
  - suppression de tous les monopoles commerciaux en Russie[12].

- La Suède est épuisée par la guerre : les impôts s’alourdissent avec l’occupation russe des provinces baltiques, la conscription, qui retire des bras à l’activité économique, ruine l’agriculture, la manufacture, la mine et le commerce maritime[30].
- La guerre du Nord a dévasté la Pologne. Le tiers des villes est en ruine. La population, décimée par la peste bubonique, est passée de 8 millions d’habitants en 1701 à 6,4 millions en 1710. La reconstruction est lente à cause du faible pouvoir d’achat des masses rurales. La production céréalière a chuté de 60 % par rapport aux années 1620. La crise se prolonge jusque vers les années 1730-1740.

#### France
- 1709-1717 : années fraiches ; crises mineures de subsistances en 1711-1713[31]. Série de vendanges précoces dans le Sud, qui culmine en 1706[32].
- 1710 : la France aligne plus de 300 000 hommes[33].
- 1715 : la dette publique accumulée pendant la guerre de Succession d'Espagne monte à 3,5 milliards de livres. Les effectifs de l’armée sont ramenés à 200 000 hommes et on cesse de construire des navires. Une chambre de justice, chargée d’examiner les comptes des créanciers, est mise en place. Les créances en circulation (billets de caisse, assignations, etc.) sont soumises à un visa de contrôle. Les taux d’intérêts sont réduits autoritairement (banqueroute partielle)[34].
- 1716-1717 : le budget annuel de la marine passe de 22 millions de livres pendant la guerre à 8 millions de livres[35]. Dans les ports maritimes, l'abandon du trafic américain et la concurrence britannique aux Antilles entraînent des faillites en chaîne.
- 1715-1740 : les dépenses engagées de l’État se tiennent autour de 800 tonnes d’équivalent-argent par an[36] (1 500 ou 1 600 tonnes durant la guerre de Succession d'Espagne).

- 1716 :

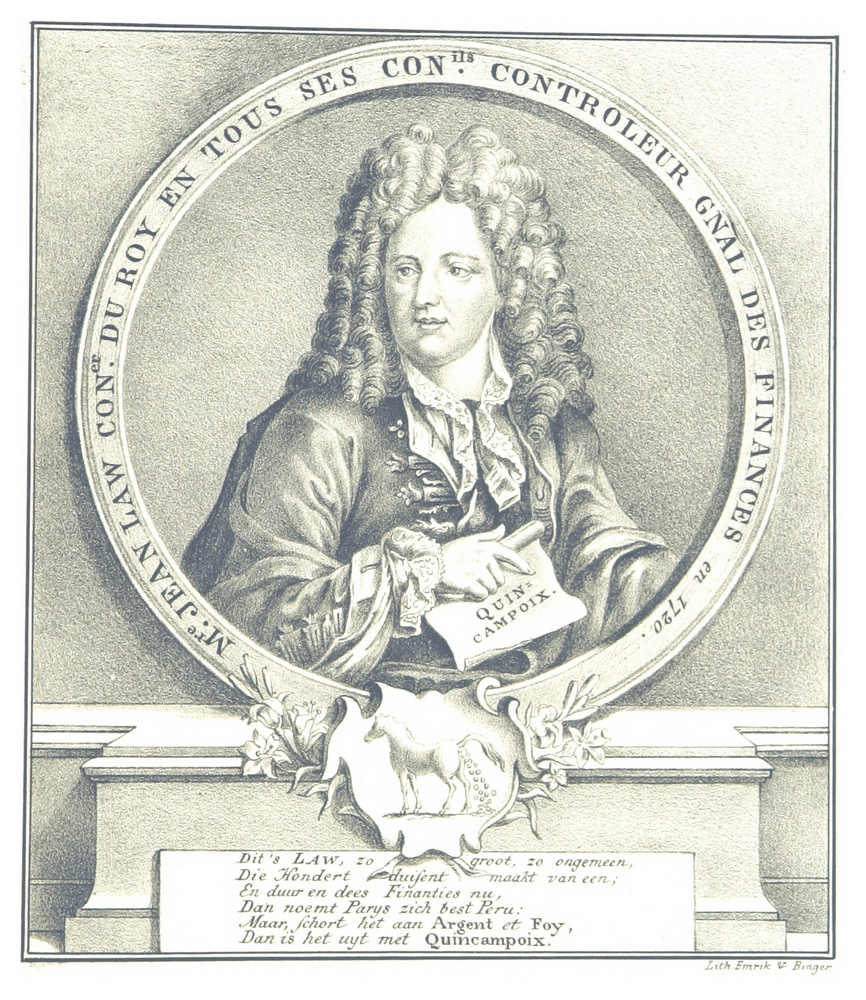
John Law, contrôleur général des Finances.

  - le Britannique Law ouvre une banque privée pour démontrer le bien-fondé de son système basé sur le crédit, la Banque générale. En 1719 elle devient Banque royale et émet des billets de banque garantis par le roi[37].
  - le commerce extérieur français est estimé en valeur à 215 millions de livres tournois, dont 172 pour le commerce intra-européen[38]. Sa croissance annuelle rapide au cours du siècle est estimée de 2,25% à 2,34% entre les moyennes des années 1716-1720 et celles des années 1776-1780[39] ; il quintuple pour atteindre 1 152 millions en  1789. La part du commerce extra-européen passe de 20 % à 40% de 1716 à 1789[10]. Les exportations annuelles avec l'Espagne et ses colonies passent de 19 à 50 millions de livres entre 1715 et 1750[40]. Le produit industriel augmente de 1 % par an entre 1715 et 1745.
- 1718 et 1719 : canicules ; 450 000 morts causées par la dysenterie en 1719[31]
- 1718-1737 : série de printemps et d'étés secs et chauds (1718-1719, 1723-1724, 1726-1728, 1734, 1736-1737)[32].
- 1718 : Law fonde la Compagnie d’Occident, qui, alliée à l’État et à la Banque, contrôle l’ensemble du système fiscal et du commerce extérieur français (mise en valeur de la Louisiane)[41].
- 1720 : l'effondrement du système financier de Law provoque une véritable émeute permanente (morts, blessés). Des fortunes se constituent et s'effondrent en quelques heures. Des milliers de familles sont spoliées par la banqueroute partielle[37]. Le système aura néanmoins permis de favoriser la relance économique et à diminuer les dettes et la pression fiscale[41]. Crise sociale : relâchement des mœurs, vague de criminalité (Cartouche, comte de Hornes)[42].

Le prix constaté du blé évolue en très forte baisse au cours de la décennie en France, y compris si l'on prend en compte l'évolution parallèle du salaire horaire, selon l'économiste Jean Fourastié, qui a démontré l'importance de l'Histoire de la culture des céréales sur celle de l'économie, également pour cette décennie de détente sur le prix des céréales:
| Années                                     | 1710 | 1711 | 1712 | 1713 | 1714 | 1715 | 1716 | 1717 | 1718 | 1719 |
| Prix observé du quintal de blé (en livres) | 26,4 | 16,2 | 21,1 | 26,5 | 22,8 | 14,4 | 11,5 | 10,2 | 9,3  | 10,4 |
| Prix réel (ajusté du salaire horaire)      | 587  | 295  | 352  | 442  | 380  | 240  | 192  | 171  | 156  | 174  |

## Démographie
- 1698-1720 : la population européenne du Canada passe de 16 000 à 28 000 colons, grâce à une forte natalité. La Nouvelle-France compte environ 32 000 colons en 1720[44].
- 1710-1720 : croissance de 40 % de la population de l’Auvergne et de 45 % de celle du Languedoc. La population française reste stable[45].
- 1710 : les Provinces-Unies comptent 2 millions d’habitants.
- 1711 : 1 870 Européens et 1 771 esclaves vivent au Cap[46]. Les esclaves et 90% des Khoïkhoïs du Cap sont décimés par la variole en 1713[47].
- 1715 :
  - reprise de la croissance démographique en France (23 à 23,8 millions d’habitants dans les frontières actuelles, 25,5 millions vers 1745[48]).
  - 450 000 colons blancs vivent en Nouvelle-Angleterre[49].
- 1715 et 1720 : premiers recensements en Hongrie. La population passe de deux millions et demi d'habitants en 1720 à huit millions en 1785[50].